# Bruno Ganz
Pour les articles homonymes, voir Ganz.
Bruno Ganz est un comédien de théâtre et de cinéma et de télévision suisse, né le 22 mars 1941 à Zurich (ZH) et mort le 16 février 2019 à Au (de), commune de Wädenswil (ZH), en Suisse.
Au cinéma, parmi les rôles qui ont fait sa renommée, figurent celui de Damiel dans Les Ailes du désir de Wim Wenders et celui de Hitler dans La Chute, film d’Oliver Hirschbiegel qui relate les derniers jours du dictateur, terré dans son Führerbunker à Berlin.
De 1996 à 2019, il est le dépositaire de l'anneau d'Iffland, désignant l'acteur de théâtre de langue allemande le plus renommé.

## Biographie

### Carrière artistique
Bruno Ganz est né le 22 mars 1941 à Zurich, d'un père suisse exerçant la profession de mécanicien et d'une mère originaire d'Italie du Nord. Bruno Ganz entame sa carrière artistique au théâtre en 1961, et quitte la Suisse pour Berlin. Il co-fonde la troupe de la Berliner Schaubühne avec Peter Stein. Déjà, le grand acteur Gustav Knuth est convaincu de son talent. Dans le même temps, il fait des apparitions au cinéma, avec moins de succès qu'au théâtre. En 1967, il joue dans Haut les mains de Jerzy Skolimowski.
En 1972, il apparaît au Festival de Salzbourg dans la première mise en scène de Der Ignorant und der Wahnsinnige de Thomas Bernhard, sous la direction de Claus Peymann. L'année suivante, il est désigné « acteur de l'année » par le magazine allemand Theater heute pour ce rôle.
En 1975, son rôle dans Sommergäste lui permet d'afficher son talent.
Josef Meinrad lui a transmis l'anneau d'Iffland en 1996.
En 2000, il joue le Faust (I et II) de Goethe dans l'adaptation de Peter Stein, qui dure 13 heures.
Parmi ses principaux rôles au cinéma, il a joué l'ange Damiel dans Les Ailes du désir de Wim Wenders, le Pr Stanciulescu dans L'Homme sans âge de Francis Ford Coppola et Hitler dans La Chute.
En 2007, il est fait chevalier de la Légion d’honneur.

### Vie familiale

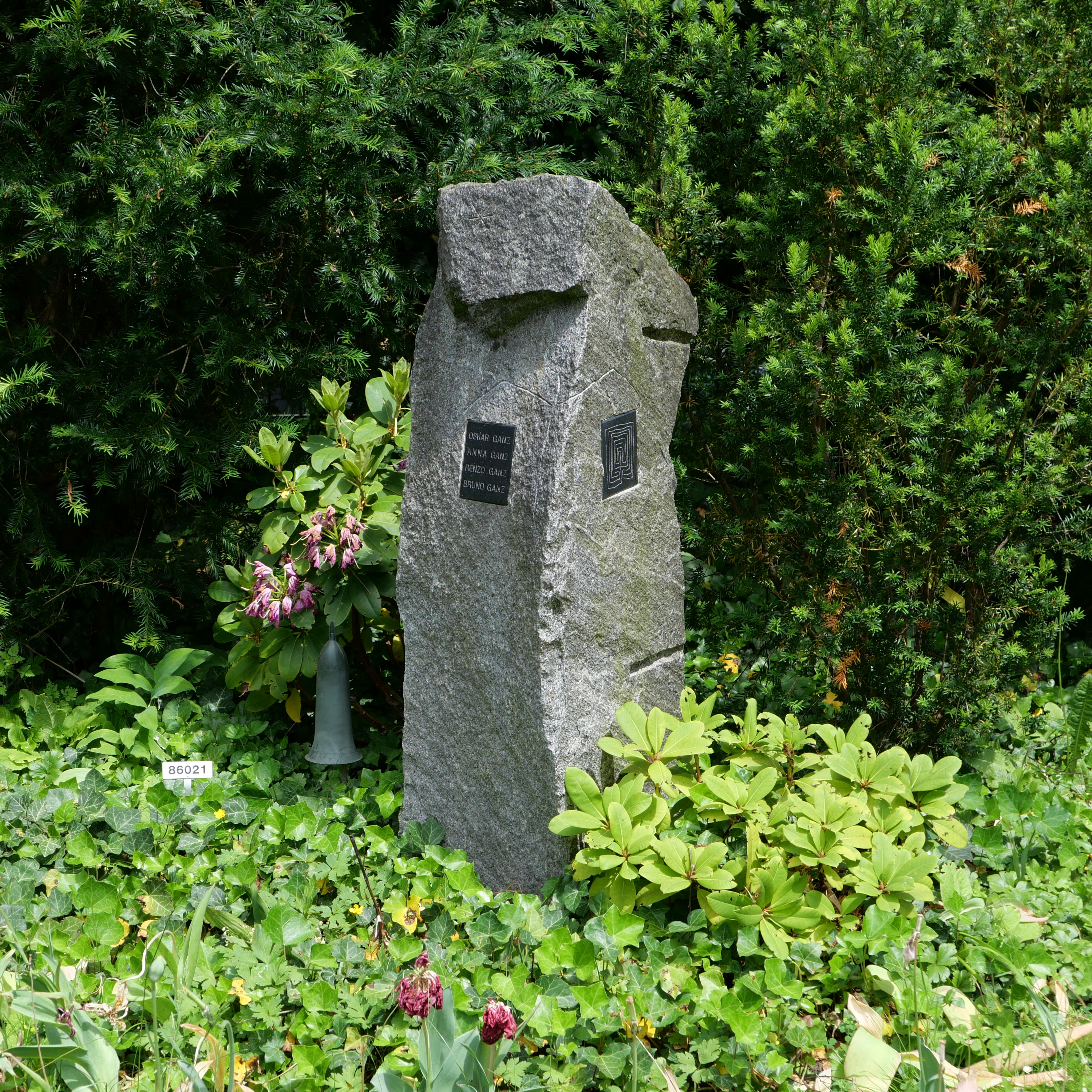
Tombe de Bruno Ganz au cimetière Rehalp à Zurich.

Bruno Ganz était marié, mais vivait séparé de sa femme, Sabine. Il avait un fils et vivait entre Zurich, Venise et Berlin. Il eut une liaison avec Romy Schneider au début des années 1970.

### Mort
À l'été 2018, Bruno Ganz devait assurer le rôle de l'orateur de La Flûte enchantée, à Salzbourg. Se sentant anormalement faible, il décide de consulter un médecin sur place. Un cancer du côlon lui est décelé et une chimiothérapie est immédiatement entamée.
Bruno Ganz transmet alors le rôle à son collègue et ami Klaus Maria Brandauer, et renonce à tous ses engagements afin de pouvoir se soigner.
Malgré des signes d'amélioration, il meurt des suites de ce cancer le 16 février 2019 à son domicile de Au (de), dans la commune de Wädenswil,,,.
Il est inhumé au cimetière Rehalp à Zurich.

## Distinctions

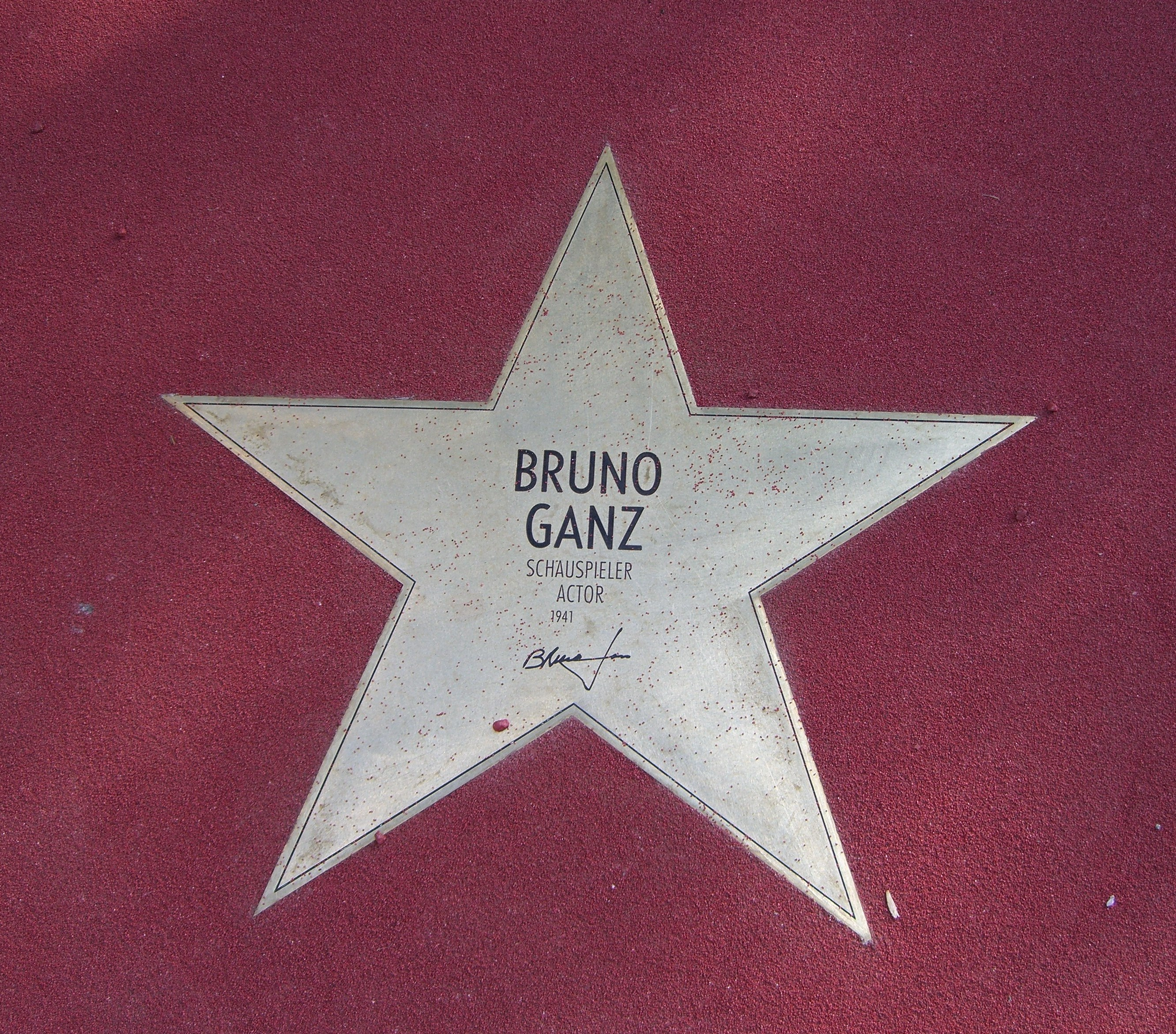
Étoile de Bruno Ganz sur le Boulevard der Stars à Berlin

- Étoile de Bruno Ganz sur le Boulevard der Stars à BerlinActeur de l'année 1973 pour le magazine théâtral allemand Theater heute.
- Prix de l'interprète allemand (la « chaussure de Chaplin ») en 1979.
- Prix fédéral du film.
- Anneau Hans-Reinhart de la Société suisse pour la culture théâtrale en 1991.
- Anneau d'Iffland de 1996 à sa mort en 2019.
- Prix du cinéma suisse, meilleure interprétation dans un second rôle en 2001.
- Chevalier de l'ordre des Arts et des Lettres (France) en 2000[8].
- David di Donatello 2000.
- Prix du théâtre de Berlin 2001.
- Chevalier de la Légion d'honneur en avril 2007[8].
- Étoile sur le Boulevard des stars (Berlin) en 2010.
- Le 28 décembre 2012, l'astéroïde (199900) Brunoganz est nommé en son honneur[9].
- Caméra d'or pour l'ensemble de ses réalisations en 2014 - Festival international du film des frères Manaki.
- Prix du cinéma suisse, meilleure interprétation masculine en 2017.
- Croix d'officier de l'ordre du Mérite de la République fédérale d'Allemagne

## Filmographie

### Cinéma

#### Années 1960
- 1960 : Der Herr mit der schwarzen Melone de Karl Suter : le majordome
- 1962 : Es Dach überem Chopf de Kurt Früh : Fred Weber
- 1964 : Chikita de Karl Suter
- 1967 : Der sanfte Lauf de Haro Senft : Barnhard Kral

#### Années 1970
- 1976 : Sommergäste de Peter Stein : Jakov Shalimov
- 1976 : Lumière de Jeanne Moreau : Heinrich Grün
- 1976 : La Marquise d'O... de Éric Rohmer : le comte russe
- 1976 : Le Canard sauvage (Die Wildente) de Hans W. Geißendörfer : Gregers
- 1977 : L'Ami américain (Der Amerikanische Freund) de Wim Wenders : Jonathan Zimmermann
- 1978 : La Femme gauchère (Die linkshändige Frau) de Peter Handke : Bruno
- 1978 : Le Couteau dans la tête (Messer im Kopf) de Reinhard Hauff : Hoffmann
- 1978 : Ces garçons qui venaient du Brésil (The Boys from Brazil) de Franklin J. Schaffner : le professeur Bruckner
- 1978 : L'Échiquier de la passion (Schwarz und weiß wie Tage und Nächte ) de Wolfgang Petersen : Thomas Rosemund
- 1978 : Geschichte einer Liebe (de) : l'écrivain
- 1979 : Nosferatu, fantôme de la nuit (Nosferatu: Phantom der Nacht ) de Werner Herzog : Jonathan Harker
- 1979 : Retour à la bien-aimée de Jean-François Adam : Dr Stephan Kern

#### Années 1980
- 1980 : Une femme italienne (Oggetti smarriti) de Giuseppe Bertolucci : Werner
- 1980 : 5 % de risque de Jean Pourtalé : David
- 1980 : Der Erfinder de Kurt Gloor : Jakob Nüssli
- 1981 : La Provinciale de Claude Goretta : Remy
- 1981 : Le Vietnam nous appartient (Etwas wird sichtbar ) de Harun Farocki
- 1981 : La Dame aux camélias (La storia vera della signora delle camelie) de Mauro Bolognini : Perregaux
- 1981 : Le Faussaire (Die Fälschung) de Volker Schlöndorff : Georg Laschen
- 1981 : Haut les mains (Ręce do góry) de Jerzy Skolimowski : son propre rôle (prologue ajouté à ce film de 1967)
- 1982 : Logik des Gefühls de Ingo Kratisch
- 1982 : Polenta de Maya Simon : Jules, le narrateur
- 1982 : Krieg und Frieden de Stefan Aust, Axel Engstfeld, Alexander Kluge et Volker Schlöndorff (documentaire)
- 1983 : Dans la ville blanche d'Alain Tanner : Paul
- 1983 : La Main dans l'ombre (System ohne Schatten) de Rudolf Thome : Faber
- 1983 : Killer aus Florida de Klaus Schaffhauser
- 1985 : De ijssalon de Dimitri Frenkel Frank : Gustav
- 1986 : El río de oro de Jaime Chávarri : Peter
- 1986 : Der Pendler de Bernhard Giger
- 1987 : Les Ailes du désir (Der Himmel über Berlin) de Wim Wenders : Damiel
- 1988 : Un amore di donna de Nelo Risi : Franco Bassani
- 1989 : Bankomatt de Villi Hermann : Bruno
- 1989 : Strapless de David Hare : Raymond Forbes
- 1989 : The Legendary Life of Ernest Hemingway de José María Sánchez : Ezra Pound

#### Années 1990
- 1991 : Erfolg de Franz Seitz Jr. : Jacques Tüverlin
- 1991 : Le Dimanche de préférence « La domenica specialmente » sketch réalisé par Giuseppe Bertolucci : Vittorio
- 1991 : Les Enfants de la nature de Friðrik Þór Friðriksson : Engill
- 1992 : L'Absence de Peter Handke : Joueur
- 1992 : Prague d'Ian Sellar : Josef
- 1992 : The Last Days of Chez Nous de Gillian Armstrong : J.P.
- 1993 : Si loin, si proche ! (In weiter Ferne, so nah!) de Wim Wenders : Damiel
- 1993 : Brandnacht de Markus Fischer : Peter Keller
- 1994 : Heller Tag de Andre Nitzschke : Georg
- 1995 : Diario senza date de Roberto Andò (documentaire)
- 1996 : Saint-Ex d'Anand Tucker : Antoine de Saint-Exupéry
- 1998 : L'Éternité et Un Jour de Théo Angelopoulos : Alexandros

#### Années 2000
- 2000 : Pain, Tulipes et Comédie de Silvio Soldini : Fernando Girasole
- 2000 : WerAngstWolf de Clemens Klopfenstein
- 2002 : La forza del passato de Piergiorgio Gay : Bogliasco
- 2002 : La Nuit d'Epstein (Epsteins Nacht) de Urs Egger : Adam Rose
- 2003 : Luther de Eric Till : Johann von Staupitz
- 2004 : Un crime dans la tête (The Manchurian Candidate ) de Jonathan Demme : Delp
- 2004 : La Chute (Der Untergang) de Oliver Hirschbiegel : Adolf Hitler
- 2006 : Vitus de Fredi Murer : Grand-père
- 2006 : Baruto no gakuen de Masanobu Deme : Kurt Heinrich
- 2007 : L'Homme sans âge (Youth Without Youth) de Francis Ford Coppola : Professeur Roman Stanciulescu
- 2008 : La Bande à Baader de Uli Edel : Horst Herold
- 2008 : Stairway to Nowhere de Ahmet Tas : Brot Darsteller
- 2008 : La Poussière du temps (Η Σκόνη του Χρόνου) de Théo Angelopoulos : Jacob
- 2009 : The Reader de Stephen Daldry : Professeur Rohl
- 2009 : La Disparition de Giulia (Giulias Verschwinden) de Christoph Schaub : John

#### Années 2010
- 2010 : Le Grand Voyage de la vie (Das Ende ist mein Anfang / La fine è il mio inizio) de Jo Baier : Tiziano Terzani
- 2010 : Taxiphone : El Mektoub de Mohammed Soudani
- 2011 : Sans identité (Unknown) de Jaume Collet-Serra : Ernst Jürgen
- 2011 : Sport de filles de Patricia Mazuy : Franz Mann
- 2013 : Un train de nuit pour Lisbonne de Bille August : Jorge O'Kelly
- 2013 : Michael Kohlhaas d'Arnaud des Pallières : le gouverneur
- 2013 : Cartel (The Counselor) de Ridley Scott : le diamantaire
- 2014 : Refroidis (Kraftidioten) de Hans Petter Moland : « Papa »
- 2015 : Amnesia de Barbet Schroeder : Bruno, le grand-père de Jo
- 2015 : Heidi de Alain Gsponer : Grand-père
- 2016 : Remember d'Atom Egoyan : Rudy Kurlander
- 2016 : Un Juif pour l'exemple de Jacob Berger : Arthur Bloch
- 2017 : The Party de Sally Potter : Gottfried
- 2017 : In Times of Fading Light de Matti Geschonneck : Wilhelm Powileit
- 2018 : Fortuna de Germinal Roaux : Frère Jean
- 2018 : The House That Jack Built de Lars von Trier : Verge
- 2018 : Der Trafikant (de) de Nikolaus Leytner (de) : Sigmund Freud
- 2019 : Une vie cachée de Terrence Malick : Juge Lueben
- 2019 : The Witness de Mitko Panov : Nikola Radin

### Télévision
- 1978 : L'Échiquier de la passion (Schwarz und weiß wie Tage und Nächte ) de Wolfgang Petersen : Thomas Rosemund
- 1987 : Les Liens du sang (Väter und Söhne - Eine deutsche Tragödie) de Bernhard Sinkel : Heinrich Beck
- 1991 : Tassilo : Tassilo (série télévisée)
- 2001 : Johann Wolfgang von Goethe: Faust : Faust (téléfilm)
- 2005 : N'ayez pas peur : La Vie de Jean-Paul II (Have No Fear: The Life of Pope John Paul II) de Jeff Bleckner : Cardinal Stefan Wyszynski
- 2008 : Le Grincheux de Rainer Kaufmann (téléfilm)
- 2010 : Fondu au noir (Satte Farben vor Schwarz) de Sophie Heldmann : Fred (téléfilm)
- 2012 : L'Homme-chat (Der grosse Kater) de Wolfgang Panzer (téléfilm)

## Théâtre
- 1972 : Prinz Friedrich von Homburg de Heinrich von Kleist, mise en scène Peter Stein, Schaubühne am Lehniner Platz, Théâtre national de l'Odéon
- 1984 : Le Parc (en) de Botho Strauss, mise en scène de Peter Stein
- 1996 : Le Pôle de Vladimir Nabokov, mise en scène Klaus Michael Grüber, Schaubühne am Lehniner Platz, MC93 Bobigny
- 2012 : Le Retour d'Harold Pinter, mise en scène Luc Bondy, Théâtre de l'Odéon

## Dans la culture populaire
Le dessinateur français Enki Bilal, qui voue une grande admiration à l'acteur, a donné les traits de Bruno Ganz au personnage d'Alcide Nikopol dans sa bande dessinée La Foire aux immortels et ses suites.